# قرن أيل

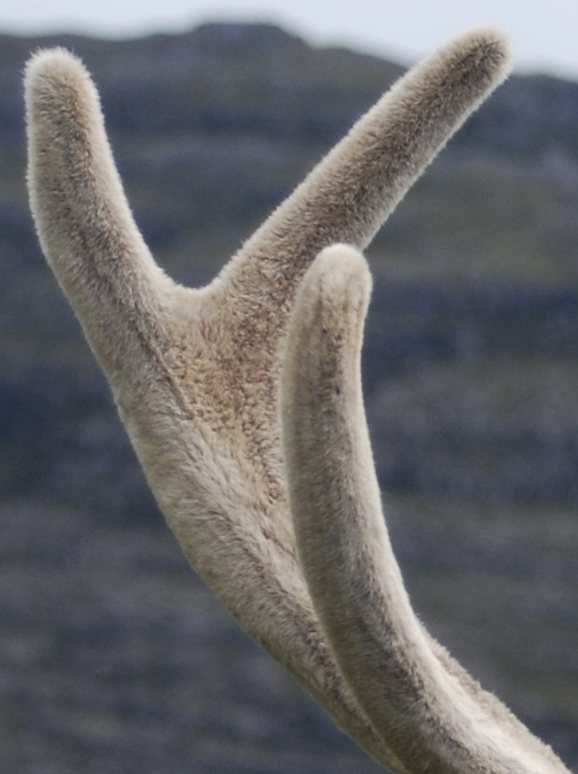
القرون لدى الأيايل.

قرن الأيل (بالإنجليزية: Antler)‏ هي الزوائد المتفرعة العظمية وعادة الكبيرة على رؤوس معظم أنواع الأيايل.

## التواجد والوظيفة

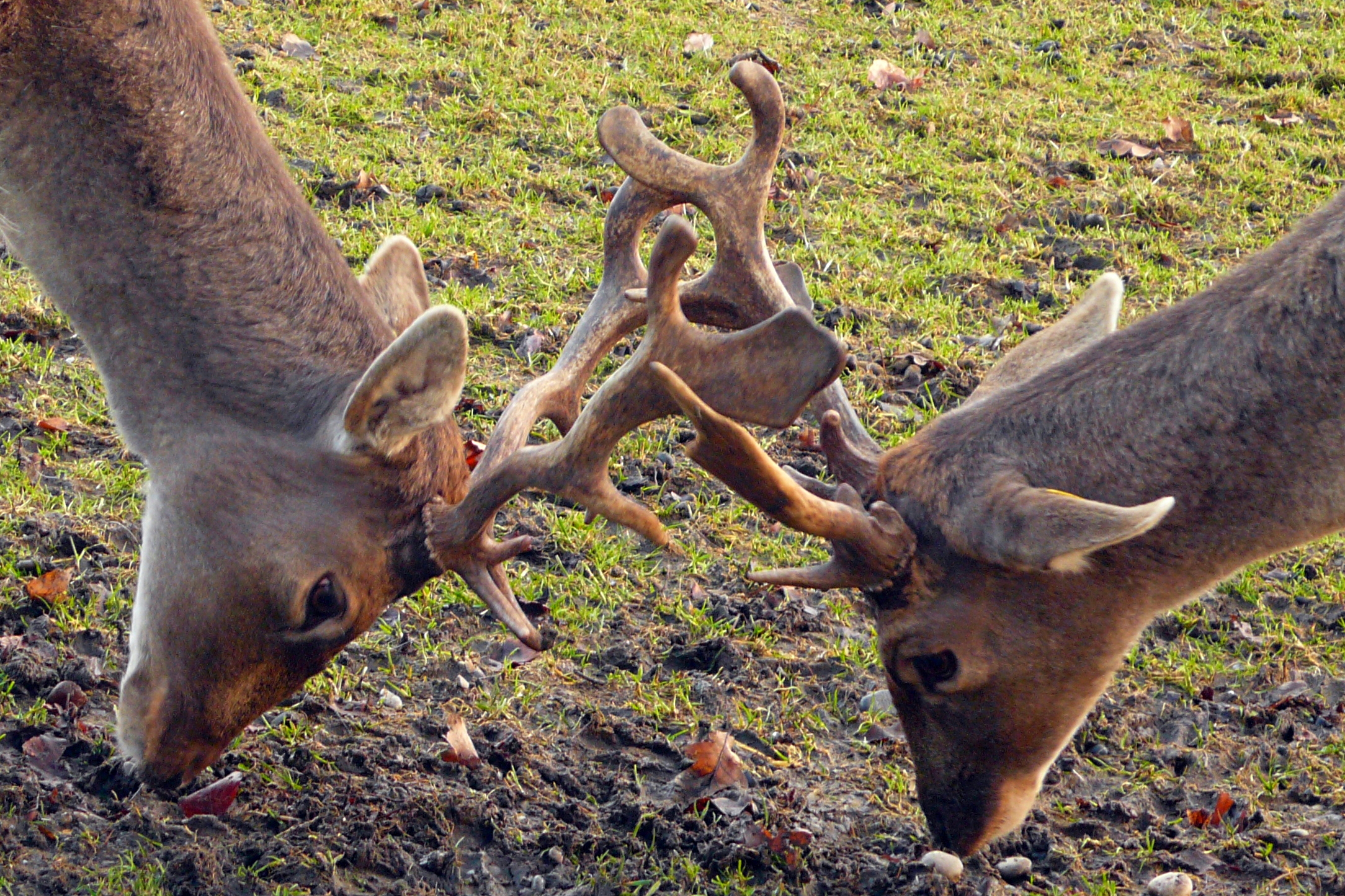
ذكور الأيل الأسمر الأوروبي يتقاتلون

## الصيد

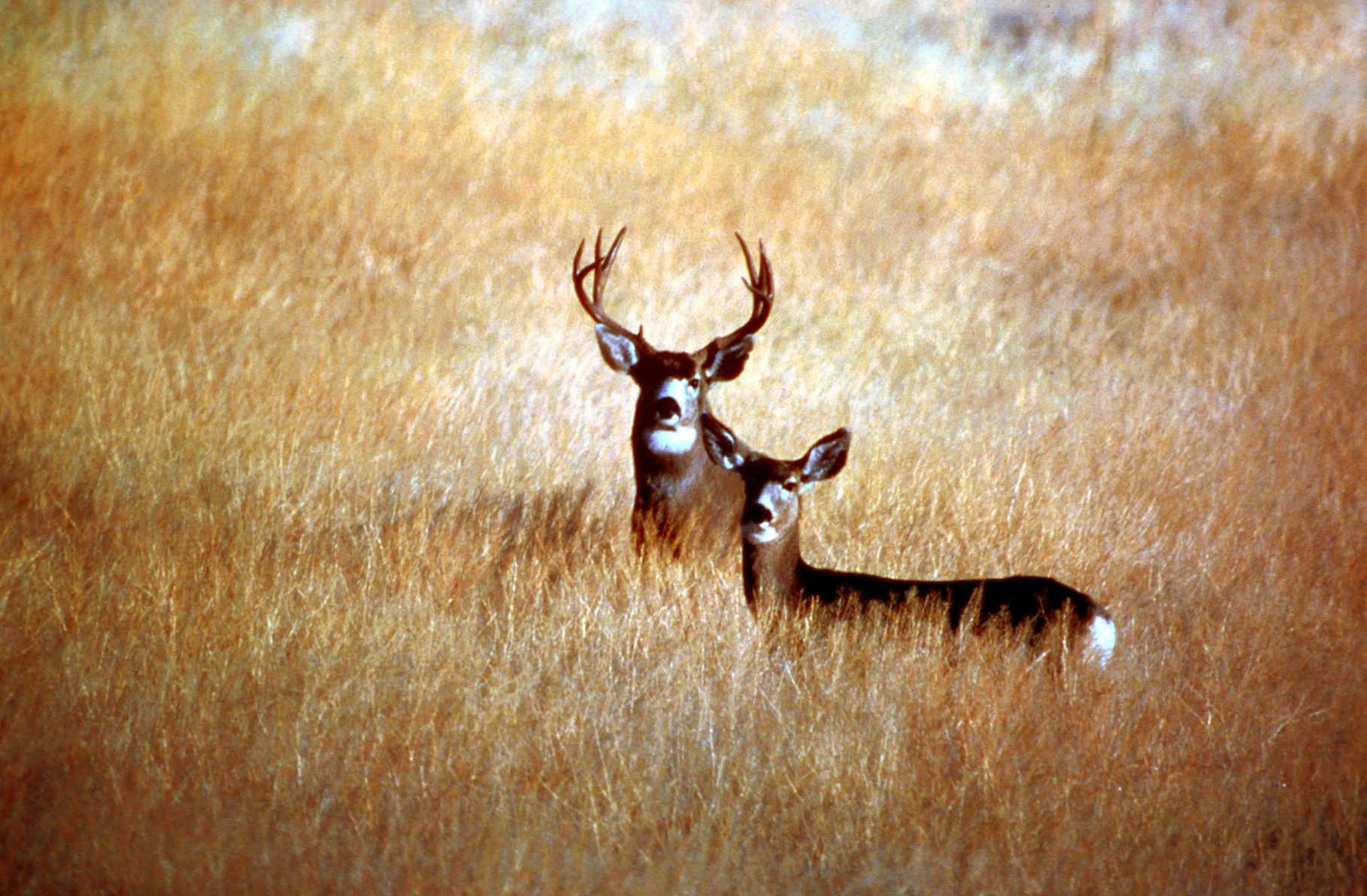
أيل طويل الأذنين ذو قرون طويلة

## القرون لدى مختلف الفصائل

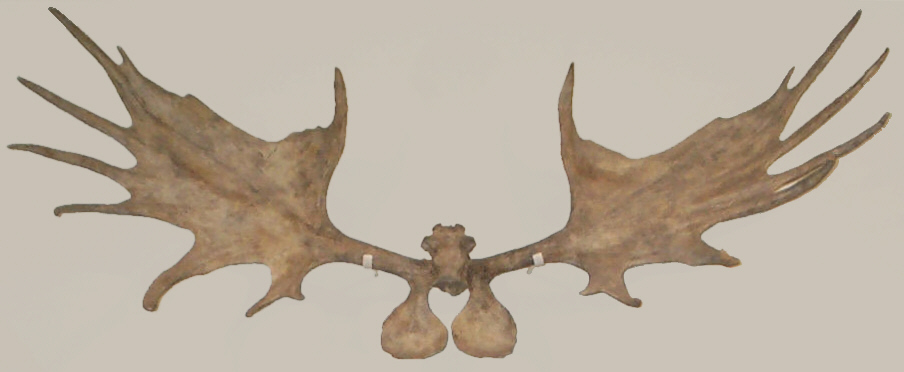
الإلكة الإرلندية
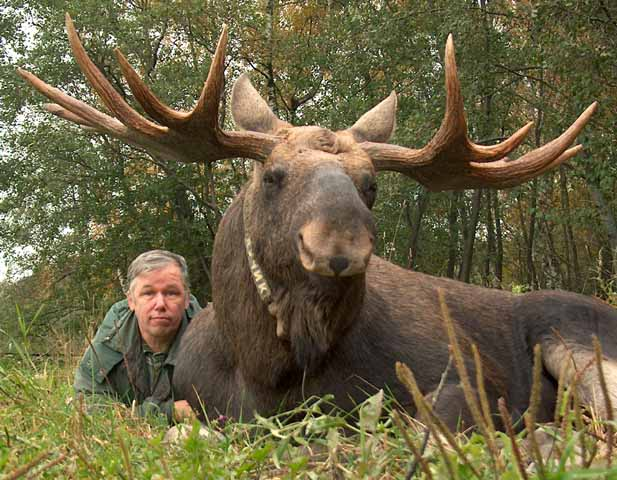
الموظ
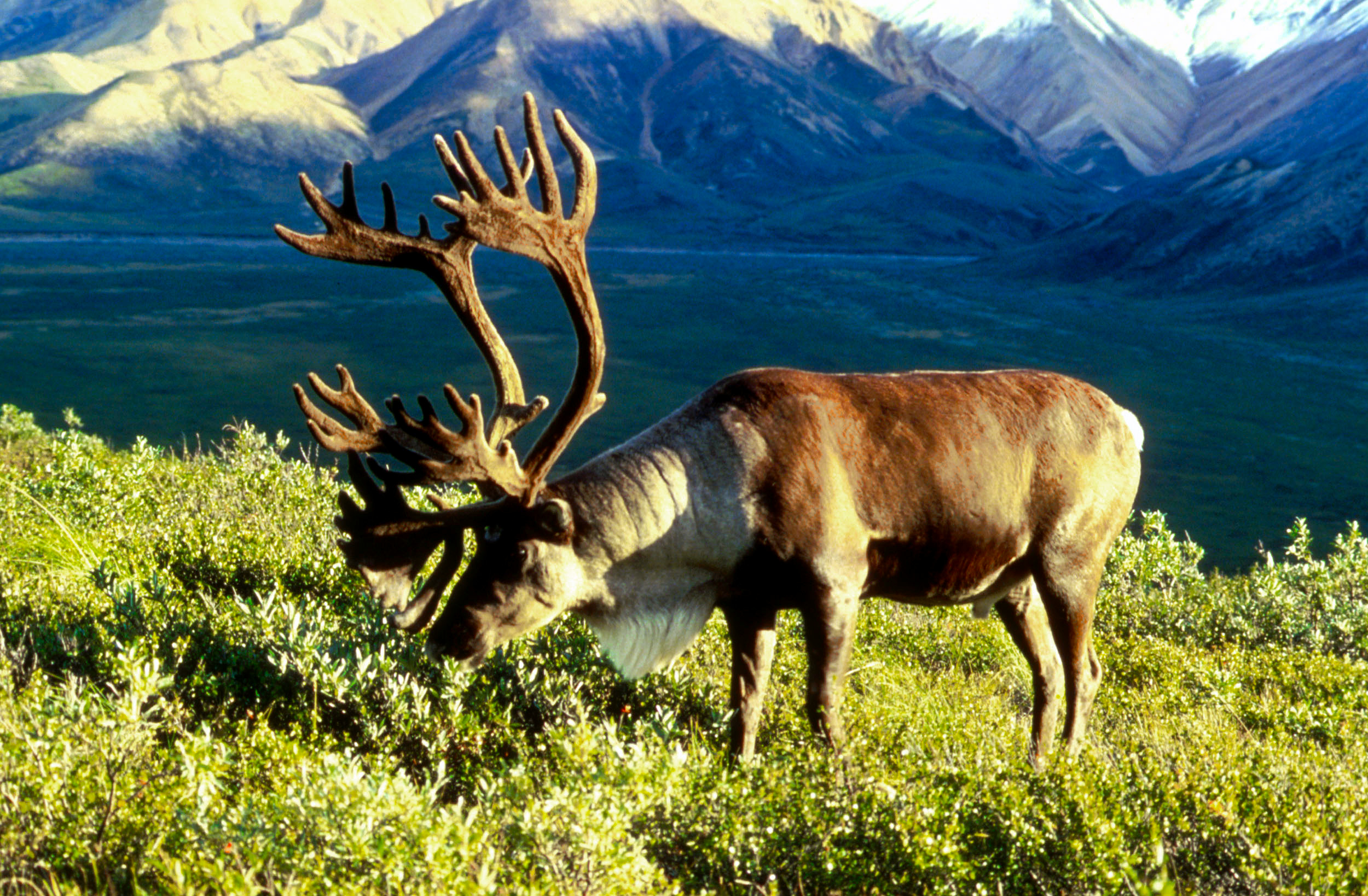
الرنة
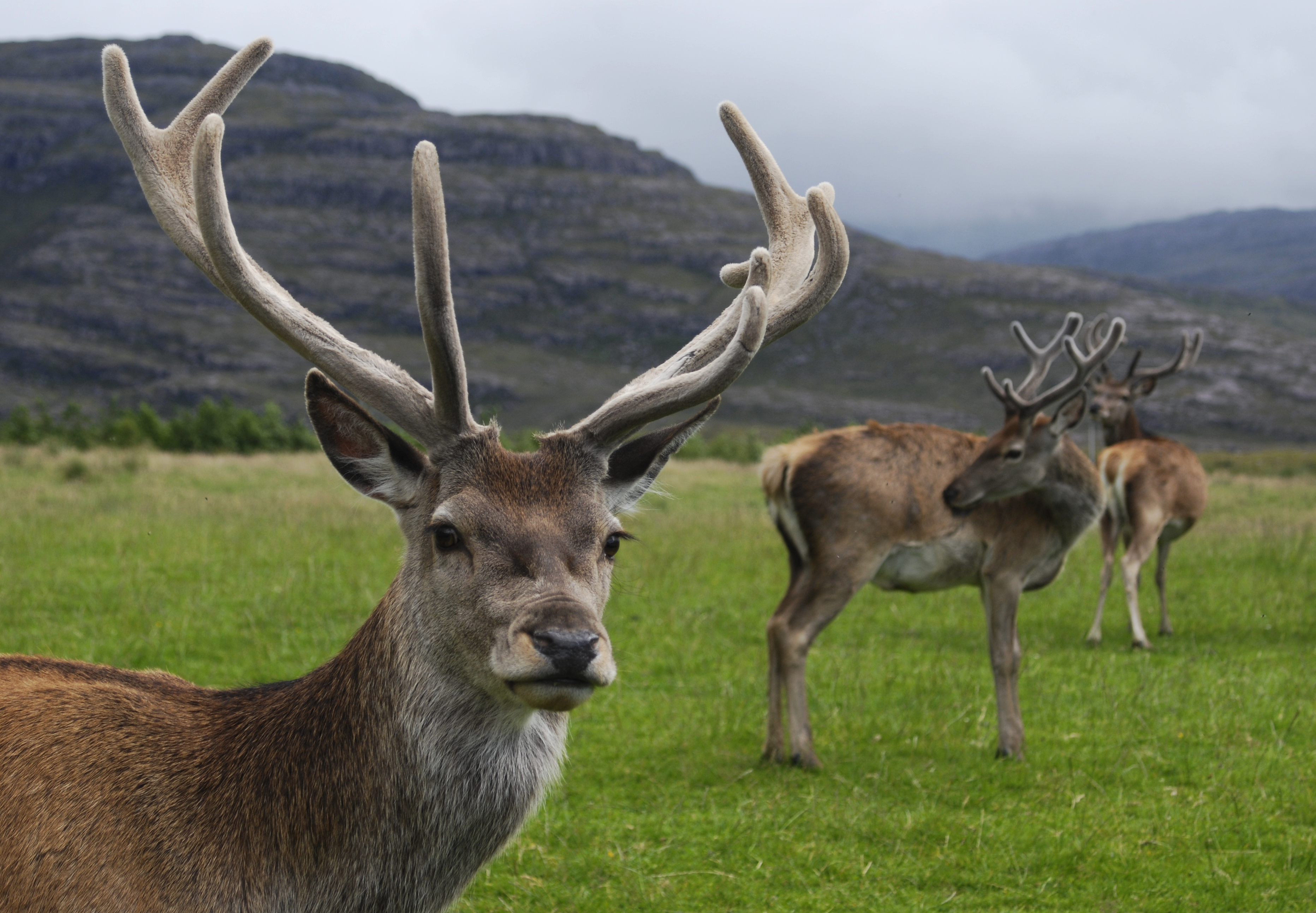
أيل أحمر
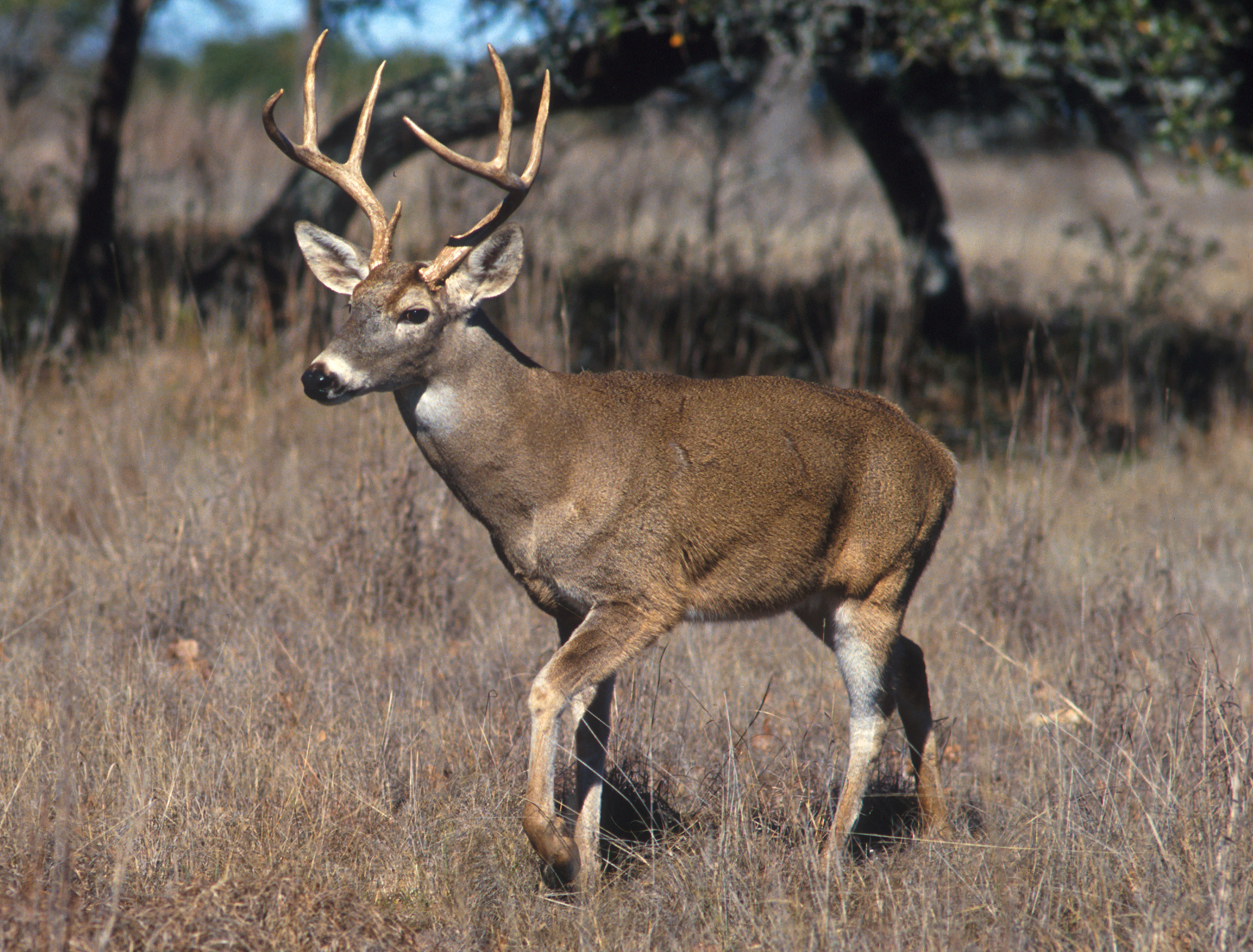
أيل أبيض الذنب
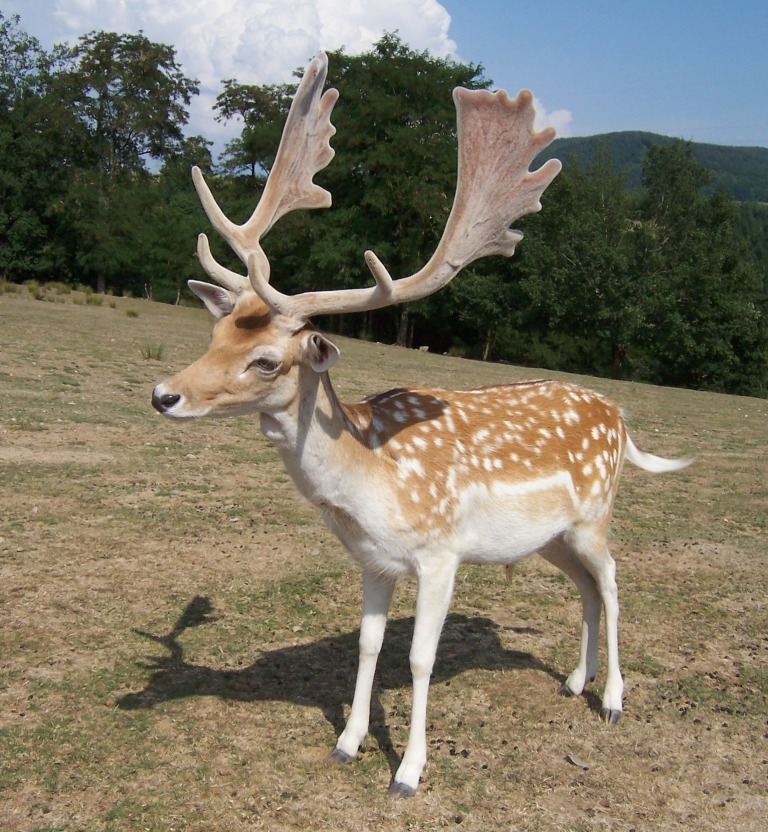
أيل أسمر أوروبي
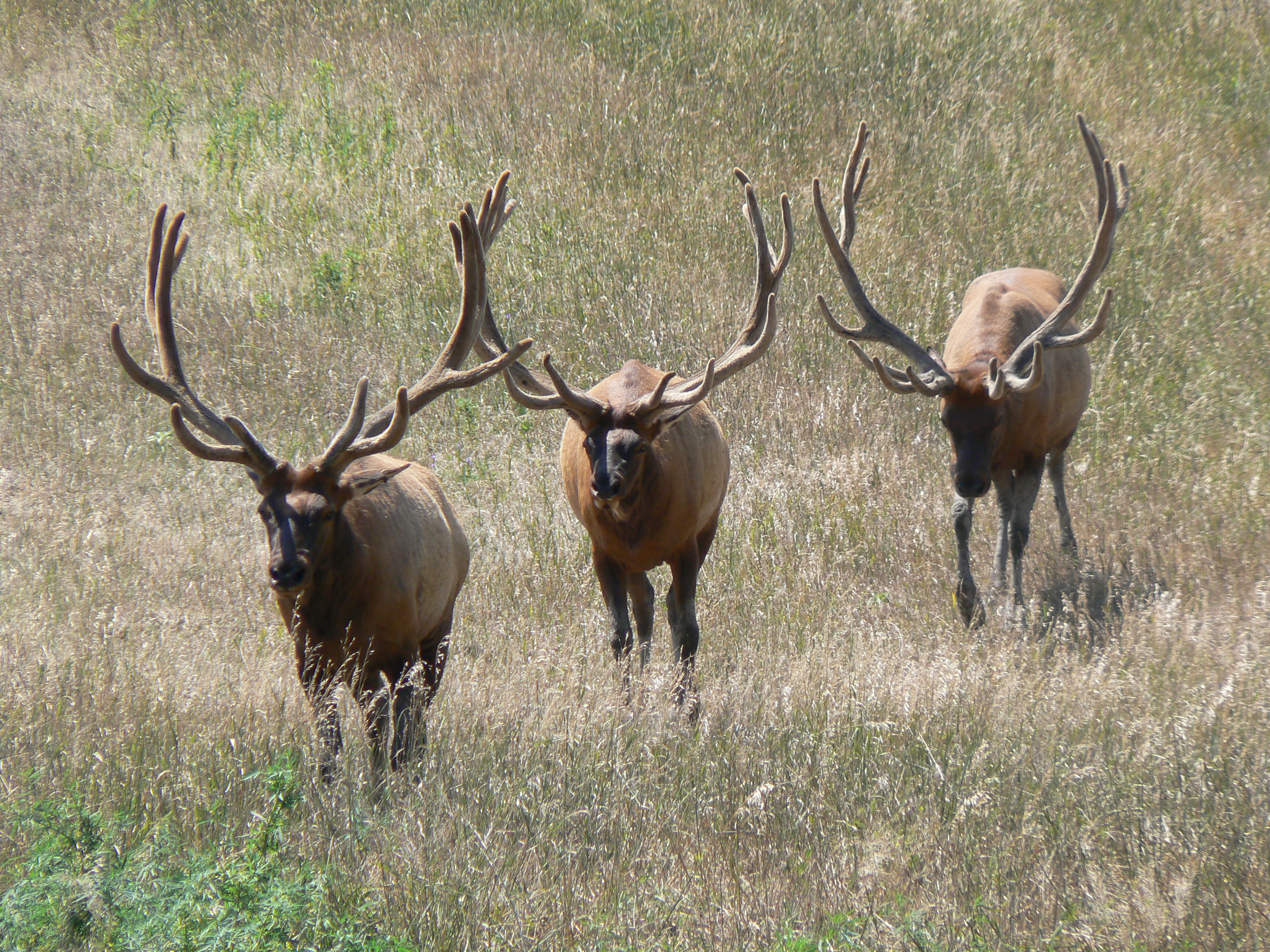
الإلكة
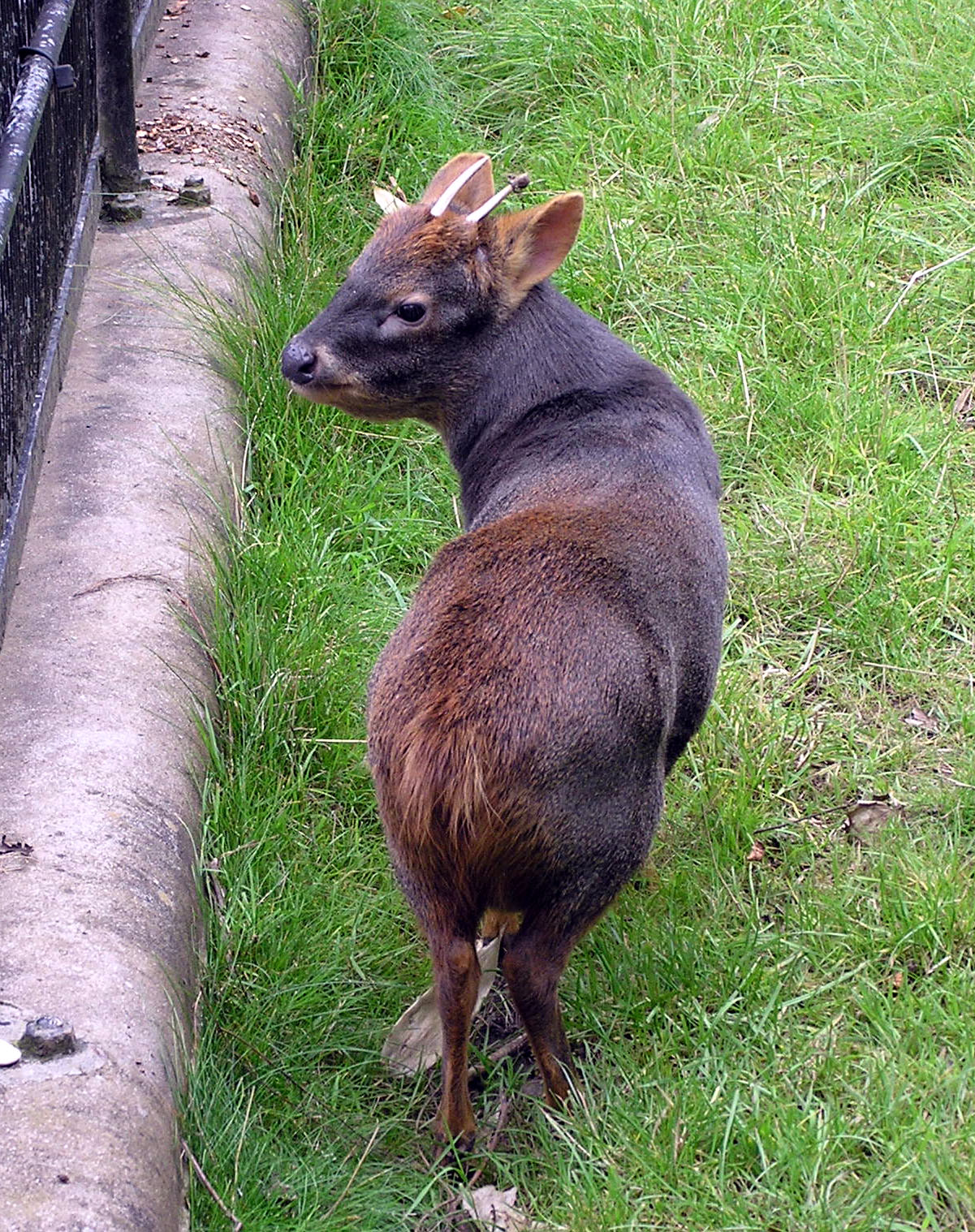
Pudú
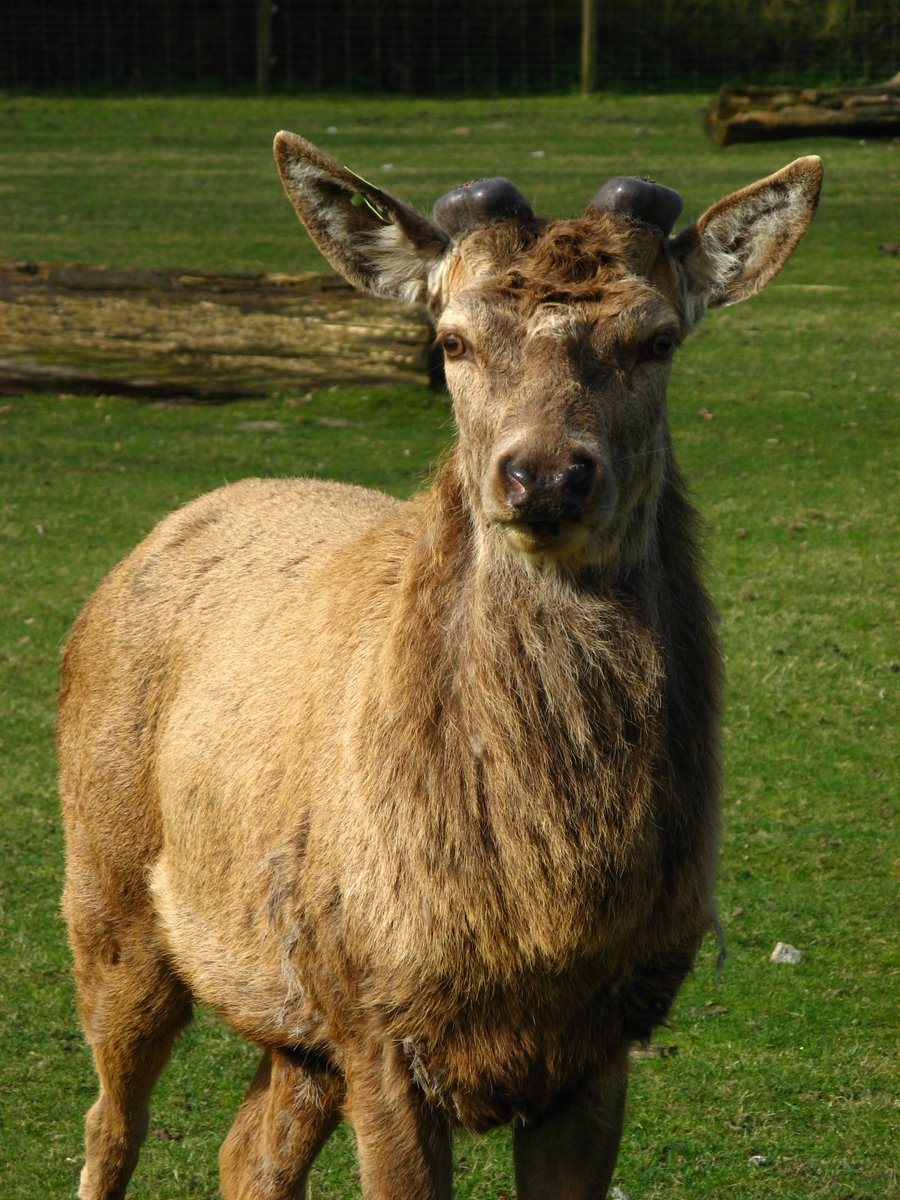
Red deer antlers at the start of the season
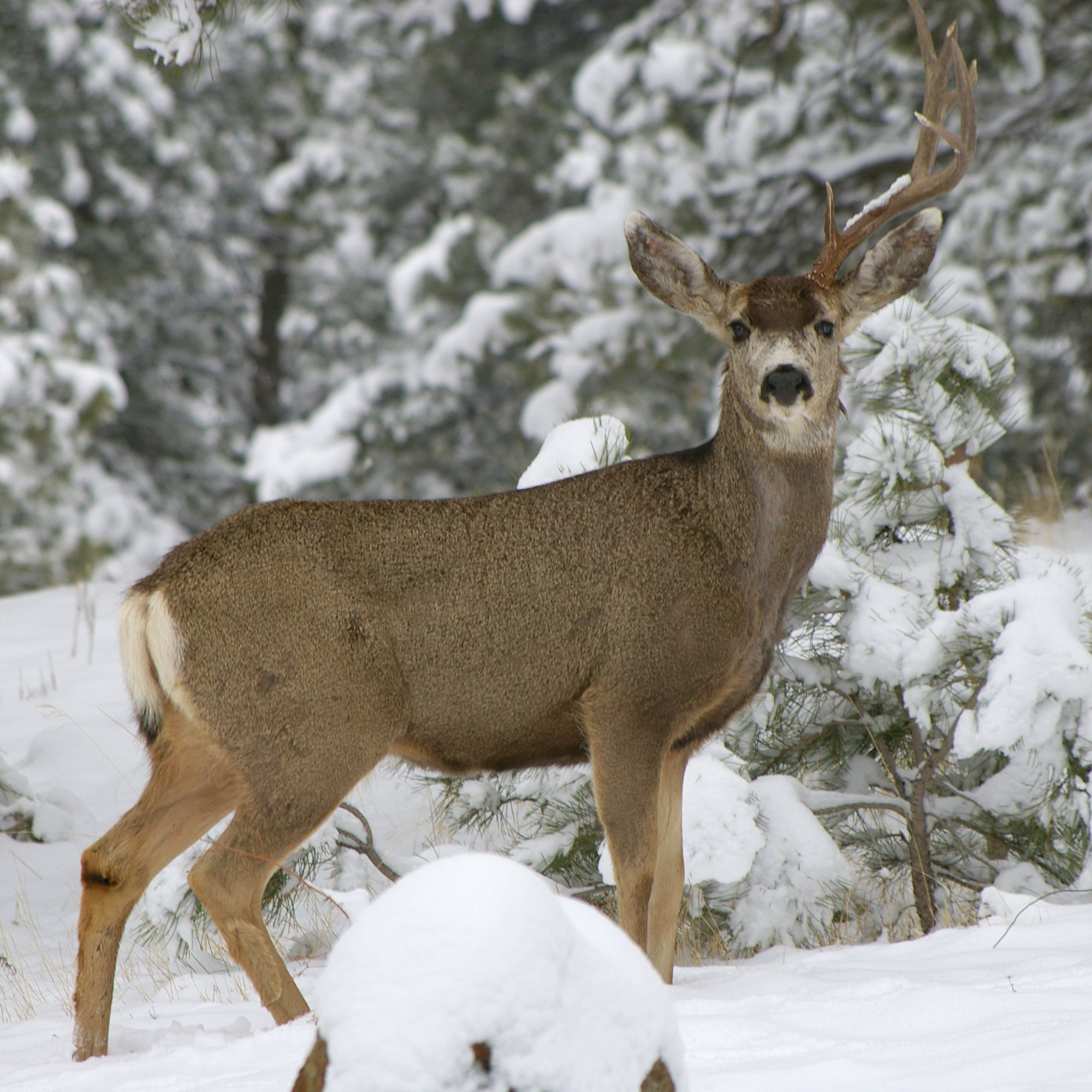
أيل طويل الأذنين
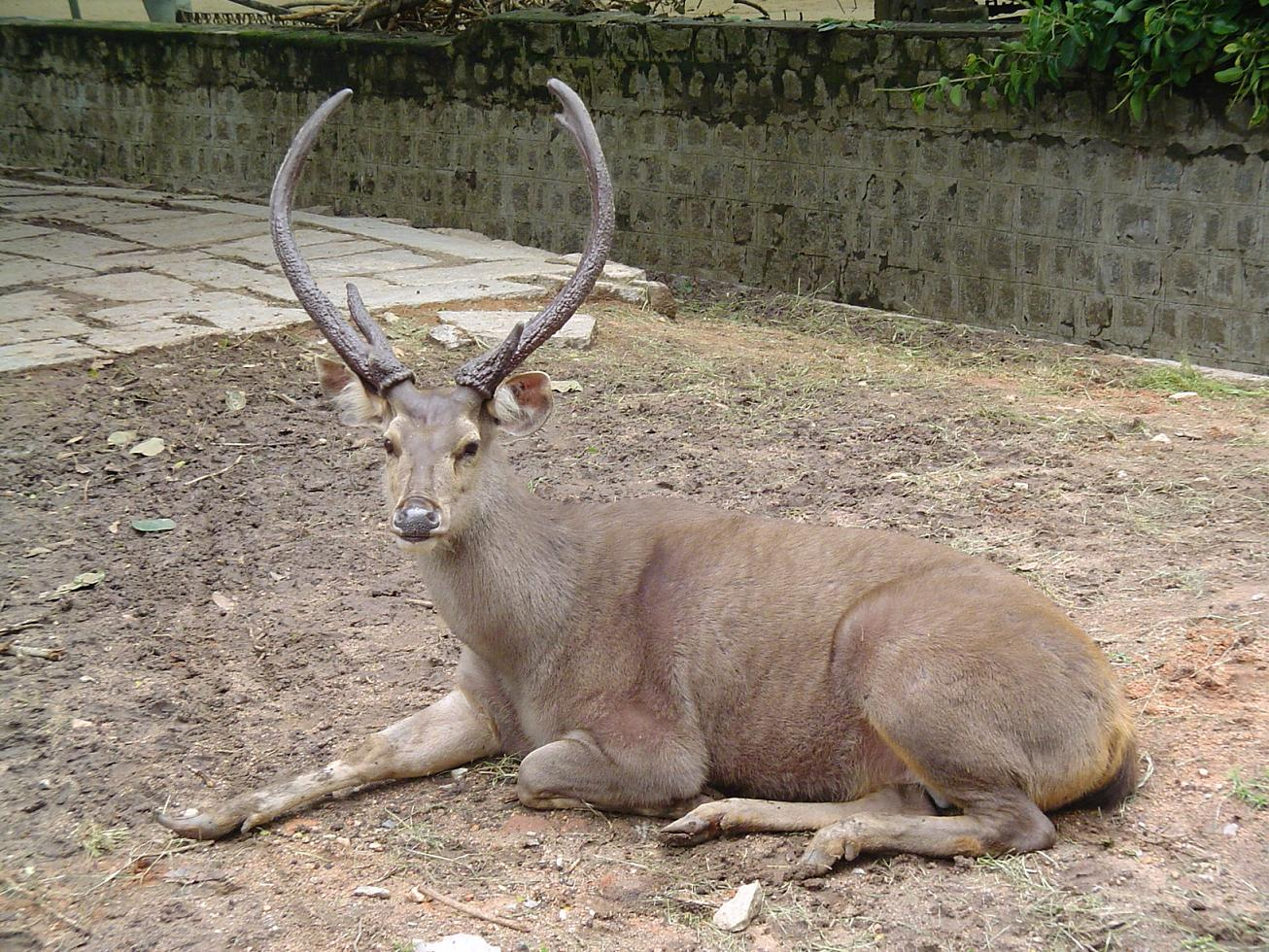
الصمبر.
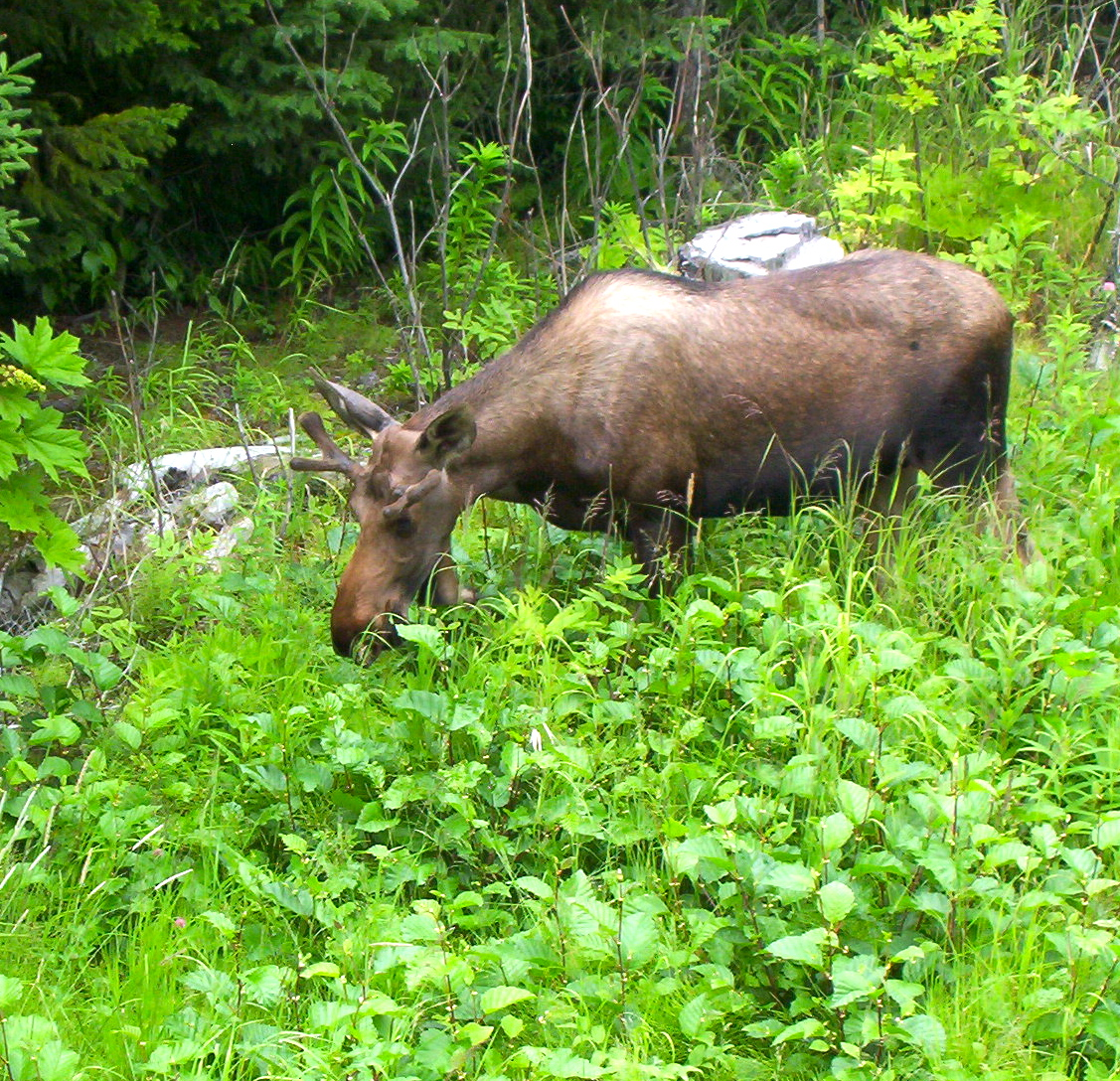
Yearling bull moose with "starter" antlers

## وصلات خارجية
- Whitetail Deer Antler Facts
- What are antlers & why do deer have them? (Wildlife Online)